# O Mercador de Veneza (2004)
O Mercador de Veneza (em inglês:  The Merchant of Venice) é um filme norte-americano de 2004, do género drama, dirigido por Michael Radford baseado na obra homônima de William Shakespeare. Relata a história do jovem Bassânio, nobre que envolve o melhor amigo numa dívida da qual o valor da penhora é de uma fatia da carne do corpo do mesmo.

## Sinopse
Na cidade de Veneza, no século XV, Bassanio (Joseph Fiennes) pede a Antonio (Jeremy Irons) o empréstimo de três mil ducados para que possa cortejar Portia (Lynn Collins), herdeira do rico Belmont. Antonio é rico, mas todo o seu dinheiro está comprometido em empreendimentos no exterior.
Assim ele recorre ao judeu Shylock (Al Pacino), que estava à espera uma oportunidade para se vingar de Antonio. O agiota impõe uma condição absurda: se o empréstimo não for pago em três meses, Antonio dará um pedaço da sua própria carne a Shylock. A notícia de que os seus navios naufragaram deixa Antonio numa situação complicada, com o caso a ser levado à corte para que se defina se a condição será mesmo executada.

## Elenco
- Lynn Collins (Portia)
- Joseph Fiennes (Bassanio)
- Jeremy Irons (Antonio)
- Al Pacino (Shylock)
- Zuleikha Robinson (Jessica)
- Kris Marshall (Gratiano)
- Gregor Fisher (Solanio)
- Mackenzie Crook (Launcelot Gobbo)
- Charlie Cox (Lorenzo)
- Tony Schiena (Leonardo)
- John Sessions (Salerio)
- Allan Corduner (Tubal)

## Recepção
O Metacritic, que usa uma média ponderada, atribuiu ao filme uma pontuação de 63 em 100, baseado em 35 críticos, indicando críticas "geralmente favoráveis".

## Prémios e indicações
- Recebeu uma indicação ao BAFTA de melhor guarda-roupa.